# Кралска ботаническа градина (Лондон)
Кралската ботаническа градина в Кю (на английски: Royal Botanic Gardens, Kew), или само Кю Гардънс (на английски: Kew Gardens), е голям комплекс от ботаническа градина и оранжерии в югозападната част на Лондон между районите Ричмънд и Кю.
Освен ботаническата градина същото название носи и научноизследователската организация, в която работят 700 души.
Представлява исторически парков ландшафт, оформян в периода от XVII до XX век. Началото на градината е поставено през 1759 г. и през 2009 г. е отбелязана нейната 250-годишнината.
Броят на посетителите на тази лондонска забележителност надхвърля 1,6 милиона годишно през 2013 г. Колекцията от живи растения съдържа 30 000 различни вида и е най-голямата в света, а 7 милиона екземпляра се съхраняват в хербаризиран вид. Освен това библиотеката съдържа 750 000 тома литература, както и над 175 000 рисунки и илюстрации на цветя.

## История
Екзотичните градини са създадени в парка „Кю“ от лорд Тюксбъри, след което са разширени от принцеса Аугуста фон Сакс-Гота (вдовица на Фредерик, Уелски принц), по чиято поръчка архитектът Уилям Чеймбърс построява няколко сгради. Измежду тях високата Китайска пагода от 1761 г., все още е запазена.
Синът на Аугуста, крал Джордж III, също прави подобрения и присъединява простата тухлена сграда, известна днес като „Двореца Кю“, в която се отглеждали децата на кралското семейство. Известната като „Палмовата къща“ (на английски: Palm House) оранжерия, която е емблематична за „Кю“, е създадена между 1844 и 1848 г. от архитект Децимус Бъртън и инженер Ричард Търнър. Това е първата голяма структура, изградена от ковано желязо, а стъклата са ръчна изработка.
Temperate house – 2 пъти по-голяма по размер, датира от XIX век. Това е най-голямата съществуваща оранжерия от Викторианската епоха.